# NGC 7026
NGC 7026 – mgławica planetarna znajdująca się w odległości około 6000 lat świetlnych w gwiazdozbiorze Łabędzia. Została odkryta 6 lipca 1873 roku przez Sherburne'a Burnhama.
Mgławica NGC 7026 oprócz światła widzialnego emituje promieniowanie rentgenowskie, na skutek bardzo wysokiej temperatury gazu.